# Пимоновка
Пимоновка (укр. Пимонівка) — село в Изюмском районе Харьковской области. Входит в Левковский сельский совет.
Код КОАТУУ — 6322886507. Население по переписи 2001 года составляет 193 (90/103 м/ж) человека.

## Географическое положение
Село Пимоновка находится на правом берегу реки Мокрый Изюмец, выше по течению на расстоянии в 3 км расположено село Крамаровка, ниже по течению примыкает к городу Изюм.
Рядом с селом проходит железная дорога, станция Пименовка.

## Экономика
- Молочно-товарная и свинотоварная фермы.

## Достопримечательности
- Братская могила советских воинов. Похоронено 3 чел.

## Транспорт
- Железнодорожная платформа Пименовка (платформа) линии Изюм-Балаклея ЮЖД.